# Мааїсера (Хермель)
Мааїсера (араб. معيصرة) — село в Лівані у районі Хермель провінції Бекаа.
| Ліван | Це незавершена стаття з географії Лівану. Ви можете допомогти проєкту, виправивши або дописавши її. |